# Mistrzostwa Świata w Wioślarstwie 2011
41. Mistrzostwa Świata Seniorów w Wioślarstwie 2011 odbyły się w dniach 28 sierpnia−4 września 2011 roku w słoweńskim Bledzie.

## Skład reprezentacji Polski[1]

### kobiety
- jedynka wagi lekkiej
  - Agnieszka Renc (WTW Warszawa)
- dwójka podwójna
  - Julia Michalska (Tryton Poznań)
  - Magdalena Fularczyk (RTW Lotto Bydgostia WSG-BP)
- dwójka podwójna wagi lekkiej
  - Magdalena Kemnitz (Posnania Poznań)
  - Weronika Deresz (WTW Warszawa)
- czwórka podwójna
  - Agata Gramatyka (AZS AWF Warszawa)
  - Natalia Madaj (Posnania Poznań)
  - Joanna Leszczyńska (WTW Warszawa)
  - Agnieszka Kobus (AZS AWF Warszawa)

### mężczyźni
- dwójka bez sternika
  - Maciej Mattik (AZS-AWF Gorzów Wielkopolski)
  - Zbigniew Schodowski (AZS-AWF Gorzów Wielkopolski)
- dwójka podwójna
  - Michał Słoma (AZS UMK Energa Toruń)
  - Wiktor Chabel (Tryton Poznań)
- dwójka podwójna wagi lekkiej
  - Mariusz Stańczuk (AZS AWF Warszawa)
  - Robert Sycz (RTW Lotto Bydgostia WSG-BP)
- czwórka bez sternika
  - Ryszard Ablewski (RTW Lotto Bydgostia WSG-BP)
  - Dawid Grabowski (Posnania Poznań)
  - Mirosław Kędzierski (RTW Lotto Bydgostia WSG-BP)
  - Bartosz Zabłocki (Posnania Poznań)
- czwórka bez sternika wagi lekkiej
  - Paweł Rańda (AZS Politechnika Wrocław)
  - Miłosz Bernatajtys (RTW Lotto Bydgostia WSG-BP)
  - Łukasz Pawłowski (AZS UMK Energa Toruń)
  - Łukasz Siemion (RTW Lotto Bydgostia WSG-BP)
- czwórka podwójna
  - Piotr Licznerski (AZS Szczecin)
  - Michał Jeliński (AZS-AWF Gorzów Wielkopolski)
  - Marek Kolbowicz (AZS Szczecin)
  - Konrad Wasielewski (AZS Szczecin)
- czwórka podwójna wagi lekkiej
  - Bartłomiej Leśniak (AZS AWF Kraków)
  - Miłosz Jankowski (AZS AWFiS Gdańsk)
  - Artur Mikołajczewski (Gopło Kruszwica)
  - Adam Sobczak (AZS AWFiS Gdańsk)
- ósemka
  - Michał Szpakowski (Zawisza Bydgoszcz)
  - Mikołaj Burda (RTW Lotto Bydgostia WSG-BP)
  - Krystian Aranowski (Zawisza Bydgoszcz)
  - Piotr Hojka (Zawisza Bydgoszcz)
  - Rafał Hejmej (Zawisza Bydgoszcz)
  - Marcin Brzeziński (WTW Warszawa)
  - Dariusz Radosz (RTW Lotto Bydgostia WSG-BP)
  - Piotr Juszczak (Zawisza Bydgoszcz)
  - sternik Daniel Trojanowski (Zawisza Bydgoszcz)

## Konkurencje
W nawiasach (  ) podano liczbę uczestników danej konkurencji
| - Mężczyźni () - M1x (jedynka) () - LM1x (jedynka wagi lekkiej) () - M2- (dwójka bez sternika) () - M2x (dwójka podwójna) () - M2+ (dwójka ze sternikiem) () - LM2- (dwójka bez sternika wagi lekkiej) () - LM2x (dwójka podwójna wagi lekkiej) () - M4- (czwórka bez sternika) () - M4x (czwórka podwójna) () - LM4- (czwórka bez sternika wagi lekkiej) () - LM4x (czwórka podwójna wagi lekkiej) () - M8+ (ósemka) () - LM8+ (ósemka wagi lekkiej) () | - Kobiety () - W1x (jedynka) () - LW1x (jedynka wagi lekkiej) () - W2- (dwójka bez sternika) () - W2x (dwójka podwójna) () - LW2x (dwójka podwójna wagi lekkiej) () - W4- (czwórka bez sternika) () - W4x (czwórka podwójna) () - LW4x (czwórka podwójna wagi lekkiej) () - W8+ (ósemka) () |

## Medaliści

### Konkurencje kobiet
| Konkurencja                          | Złoto | Czas     | Srebro | Czas     | Brąz | Czas     |
| jedynka (W1x)                        | Miroslava Knapková | 7:26,64  | Kaciaryna Karsten | 7:28,68  | Emma Twigg | 7:30,68  |
| dwójka podwójna (W2x)                | Wielka Brytania · Anna Watkins · Katherine Grainger | 06:44,73 | Australia · Kerry Hore · Kim Crow | 06:45,98 | Nowa Zelandia · Fiona Paterson · Anna Reymer | 06:46,74 |
| czwórka podwójna (W4x)               | Niemcy · Julia Richter · Tina Manker · Stephanie Schiller · Britta Oppelt                                                                                         | 6:18,37  | Stany Zjednoczone · Stesha Carle · Natalie Dell · Adrienne Martelli · Megan Kalmoe                                                                                       | 6:19,90  | Nowa Zelandia · Sarah Gray · Louise Trappitt · Fiona Bourke · Eve MacFarlane                                                                                         | 6:23,33  |
| dwójka bez sternika (W2−)            | Nowa Zelandia · Juliette Haigh · Rebecca Scown | 6:58,16  | Wielka Brytania · Helen Glover · Heather Stanning | 6:58,24  | Australia · Sarah Tait · Kate Hornsey | 7:03,98  |
| czwórka bez sternika (W4−)           | Stany Zjednoczone · Sarah Zelenka · Kara Kohler · Emily Regan · Sara Hendershot                                                                                   | 06:30,30 | Australia · Peta White · Renee Chatterton · Pauline Frasca · Kate Hornsey                                                                                                | 06:31,18 | Holandia · Wianka Van Dorp · Olivia van Rooijen · Elisabeth Hogerwerf · Femke Dekker                                                                                 | 06:34,06 |
| ósemka (W8+)                         | Stany Zjednoczone · Esther Lofgren · Zsuzsanna Francia · Meghan Musnicki · Taylor Ritzel · Jamie Redman · Amanda Polk · Caroline Lind · Elle Logan · Mary Whipple | 6:03,65  | Kanada · Janine Hanson · Rachelle Viinberg · Natalie Mastracci · Cristy Nurse · Krista Guloien · Ashley Brzozowicz · Darcy Marquardt · Andréanne Morin · Lesley Thompson | 6:04,39  | Wielka Brytania · Alison Knowles · Jo Cook · Jessica Eddie · Louisa Reeve · Natasha Page · Lindsey Maguire · Katie Solesbury · Victoria Thornley · Caroline O’Connor | 6:06,03  |
| jedynka wagi lekkiej (LW1x)          | Fabiana Beltrame | 7:44,58  | Pamela Weisshaupt | 7:48,24  | Lena Müller | 7:50,44  |
| dwójka podwójna wagi lekkiej (LW2x)  | Grecja · Christina Jazidzidu · Aleksandra Tsiawu | 6:59,80  | Kanada · Lindsay Jennerich · Patricia Obee | 7:03,46  | Wielka Brytania · Hester Goodsell · Sophie Hosking | 7:04,33  |
| czwórka podwójna wagi lekkiej (LW4x) | Wielka Brytania · Stephanie Cullen · Imogen Walsh · Kathryn Twyman · Andrea Dennis                                                                                | 06:28,14 | Chiny · Pan Dandan · Tang Chanjuan · Liu Jing · Yan Xiaohua | 06:30,41 | Stany Zjednoczone · Hillary Saeger · Nicole Dinion · Lindsey Hochman · Katherine Robinson                                                                            | 06:33,91 |

### Konkurencje mężczyzn
| Konkurencja                              | Złoto | Czas    | Srebro | Czas    | Brąz | Czas    |
| jedynka (M1x)                            | Mahé Drysdale | 6:39,56 | Ondřej Synek | 6:40,05 | Alan Campbell | 6:44,86 |
| dwójka podwójna (M2x)                    | Nowa Zelandia · Nathan Cohen · Joseph Sullivan | 6:10,76 | Niemcy · Hans Gruhne · Stephan Krüger | 6:10,82 | Francja · Cédric Berrest · Julien Bahain | 6:14,31 |
| czwórka podwójna (M4x)                   | Australia · Christopher Morgan · James McRae · Karsten Forsterling · Daniel Noonan                                                                                 | 5:39,31 | Niemcy · Karl Schulze · Philipp Wende · Lauritz Schoof · Tim Grohmann | 5:39,56 | Chorwacja · David Šain · Martin Sinković · Damir Martin · Valent Sinković                                                                                            | 5:42,82 |
| dwójka bez sternika (M2−)                | Nowa Zelandia · Eric Murray · Hamish Bond | 6:14,77 | Wielka Brytania · Peter Reed · Andrew Triggs Hodge | 6:16,27 | Włochy · Niccolò Mornati · Lorenzo Carboncini | 6:21,33 |
| czwórka bez sternika (M4−)               | Wielka Brytania · Matthew Langridge · Richard Egington · Tom James · Alex Gregory                                                                                  | 5:55,18 | Grecja · Sterjos Papachristos · Janis Tsilis · Jorgos Dzialas · Janis Christu                                                                                             | 5:57,20 | Australia · Samuel Loch · Drew Ginn · Nicholas Purnell · Joshua Dunkley-Smith                                                                                        | 5:58,44 |
| dwójka ze sternikiem (M2+)               | Włochy · Vincenzo Capelli · Pierpaolo Frattini · Niccolò Fanchi | 6:56,45 | Australia · William Lockwood · James Chapman · David Webster | 6:58,20 | Kanada · Kevin Light · Steve van Knotsenburg · Brian Price | 7:00,76 |
| ósemka (M8+)                             | Niemcy · Gregor Hauffe · Andreas Kuffner · Eric Johannesen · Maximilian Reinelt · Richard Schmidt · Lukas Müller · Florian Mennigen · Kristof Wilke · Martin Sauer | 5:28,81 | Wielka Brytania · Nathaniel Reilly-O’Donnell · Cameron Nichol · James Foad · Alex Partridge · Mohamed Sbihi · Gregory Searle · Tom Ransley · Daniel Ritchie · Phelan Hill | 5:30,83 | Kanada · Gabriel Bergen · Andrew Byrnes · Jeremianh Brown · Douglas Csima · Malcolm Howard · Conlin McCabe · Robert Gibson · Will Crothers · Brian Price             | 5:31,18 |
| jedynka wagi lekkiej (LM1x)              | Henrik Stephansen | 6:54,73 | Pietro Ruta | 7:01,54 | Duncan Grant | 7:03,30 |
| dwójka podwójna wagi lekkiej (LM2x)      | Wielka Brytania · Zac Purchase · Mark Hunter | 6:18,67 | Nowa Zelandia · Storm Uru · Peter Taylor | 6:19,01 | Włochy · Lorenzo Bertini · Elia Luini | 6:21,33 |
| czwórka podwójna wagi lekkiej (LM4x)     | Włochy · Francesco Rigon · Daniele Gilardoni · Franco Sancassani · Stefano Basalini                                                                                | 6:00,95 | Niemcy · Michael Wieler · Stefan Wallat · Jonas Schützeberg · Ingo Voigt                                                                                                  | 6:01,08 | Dania · Steffen Jensen · Martin Batenburg · Christian Nielsen · Hans Christian Sørensen                                                                              | 6:02,81 |
| dwójka bez sternika wagi lekkiej (LM2−)  | Wielka Brytania · Peter Chambers · Kieren Emery | 6:27,30 | Włochy · Luca De Maria · Armando Dell’Aquila | 6:28,59 | Niemcy · Bastian Seibt · Lars Wichert | 6:29,05 |
| czwórka bez sternika wagi lekkiej (LM4−) | Australia · Anthony Edwards · Samuel Beltz · Benjamin Cureton · Todd Skipworth                                                                                     | 5:55,10 | Włochy · Daniele Danesin · Andrea Caianiello · Marcello Miani · Martino Goretti                                                                                           | 5:56,33 | Wielka Brytania · Richard Chambers · Chris Bartley · Paul Mattick · Rob Williams                                                                                     | 5:57,33 |
| ósemka wagi lekkiej (LM8+)               | Australia · Thomas Bertrand · Ross Brown · Blair Tunevitsch · Thomas Gibson · Alister Foot · Roderick Chisholm · Nicholas Baker · Darryn Purcell · David Webster   | 5:44,57 | Włochy · Luigi Scala · Fabrizio Gabriele · Davide Riccardi · Gianluca Santi · Livio La Padula · Catello Amarante · Jiří Vlček · Giorgio Tuccinardi · Gianluca Barattolo   | 5:44,73 | Dania · Lasse Dittmann · Daniel Graff · Anders Hansen · Jens Vilhelmsen · Thorbjørn Patscheider · Jacob Larsen · Christian Pedersen · Martin Kristensen · Emil Blach | 5:46,75 |

### Konkurencje niepełnosprawnych
| Konkurencja                                           | Złoto                                                                                                | Złoto   | Srebro                                                                                           | Srebro  | Brąz                                                                                                 | Brąz    |
| ----------------------------------------------------- | --- | ------- | ------------------------------------------------------------------------------------------------ | ------- | --- | ------- |
| jedynka mężczyzn (ASM1x)                              | Tom Aggar                                                                                            | 4:58,01 | Aleksiej Czuwaszew                                                                               | 5:00,09 | Erik Horrie                                                                                          | 5:04,75 |
| jedynka kobiet (ASW1x)                                | Ałła Łysenko                                                                                         | 5:39,52 | Nathalie Benoit                                                                                  | 5:41,39 | Moran Samuel                                                                                         | 5:49,97 |
| dwójka mieszana (TAMx2x)                              | Chiny · Lou Xiaoxian · Fei Tianming                                                                  | 4:01,81 | Francja · Perle Bouge · Stephane Tardieu                                                         | 4:02,98 | Australia · John Maclean · Kathryn Ross                                                              | 4:05,13 |
| mieszana czwórka ze sternikiem (IDMx4+)               | Hongkong · Liu Wang Sin · Lam King Shan · Szeto Tung Chun · Tsui Kwok Man · Chan Tsz Wai             | 3:51,08 | Niemcy · Clara von der Grün · Paula Hamann · Fabian Neitzel · Maximilian Kunze · Florian Schäfer | 4:01,12 | Włochy · Giorgia Indelicato · Elisabetta Tieghi · Luca Varesano · Francesco Borsani · Federico Zoppi | 4:01,41 |
| mieszana czwórka ze sternikiem wagi lekkiej (LTAMx4+) | Wielka Brytania · Pamela Relph · Naomi Riches · David David Smith · James Roe · Lily van den Broecke | 3:27,10 | Kanada · Anthony Theriault · David Blair · Victoria Nolan · Meghan Montgomery · Laura Comeau     | 3:31,84 | Niemcy · Anke Molkenthin · Christiane Quirin · Martin Lossau · Michael Schulz · Katrin Splitt        | 3:33,27 |

## Klasyfikacja medalowa

### Konkurencje mężczyzn i kobiet
| Miejsce | Kraj              |    |    |    |    |
| ------- | ----------------- | -- | -- | -- | -- |
| 1       | Wielka Brytania   | 5  | 3  | 4  | 12 |
| 2       | Nowa Zelandia     | 4  | 1  | 4  | 9  |
| 3       | Australia         | 3  | 3  | 2  | 8  |
| 4       | Włochy            | 2  | 4  | 2  | 8  |
| 5       | Niemcy            | 2  | 3  | 2  | 7  |
| 6       | Stany Zjednoczone | 2  | 1  | 1  | 4  |
| 7       | Czechy            | 1  | 1  | 0  | 2  |
| 7       | Grecja            | 1  | 1  | 0  | 2  |
| 9       | Dania             | 1  | 0  | 2  | 3  |
| 10      | Brazylia          | 1  | 0  | 0  | 1  |
| 11      | Kanada            | 0  | 2  | 2  | 4  |
| 12      | Białoruś          | 0  | 1  | 0  | 1  |
| 12      | Chiny             | 0  | 1  | 0  | 1  |
| 12      | Szwajcaria        | 0  | 1  | 0  | 1  |
| 15      | Chorwacja         | 0  | 0  | 1  | 1  |
| 15      | Francja           | 0  | 0  | 1  | 1  |
| 15      | Holandia          | 0  | 0  | 1  | 1  |
| Razem   | Razem             | 22 | 22 | 22 | 66 |

### Konkurencje niepełnosprawnych
| Miejsce | Kraj            |   |   |   |    |
| ------- | --------------- | - | - | - | -- |
| 1       | Wielka Brytania | 2 | 0 | 0 | 2  |
| 2       | Chiny           | 1 | 0 | 0 | 1  |
| 2       | Hongkong        | 1 | 0 | 0 | 1  |
| 2       | Ukraina         | 1 | 0 | 0 | 1  |
| 5       | Francja         | 0 | 2 | 0 | 2  |
| 6       | Niemcy          | 0 | 1 | 1 | 2  |
| 7       | Kanada          | 0 | 1 | 0 | 1  |
| 7       | Rosja           | 0 | 1 | 0 | 1  |
| 9       | Australia       | 0 | 0 | 2 | 2  |
| 10      | Izrael          | 0 | 0 | 1 | 1  |
| 10      | Włochy          | 0 | 0 | 1 | 1  |
| Razem   | Razem           | 5 | 5 | 5 | 15 |